# Casemate du Bambesch
La casemate du Bambesch est une casemate d'artillerie faisant partie de la ligne Maginot, située sur la commune de Bambiderstroff, dans le département de la Moselle.

## Position sur la ligne
Faisant partie du sous-secteur de Steinbesch (dit aussi de Zimming), dans le secteur fortifié de Faulquemont, la casemate du Bambesch est un peu en retrait de la « ligne principale de résistance », au sud-ouest de l'ouvrage du Bambesch (A 35), au lieu-dit «Auf der Zimmerger weg ». La fonction de la casemate est de couvrir de ses feux la portion de la ligne qui va de la casemate d'infanterie de Bambiderstroff Nord (C 70) jusqu'à l'ouvrage de Teting (A 38).
Les ouvrages du secteur ne disposant d'aucun bloc d'artillerie (faute de crédits) mis à part quelques mortiers de 81 mm, il a été décidé de les renforcer en construisant trois casemates d'artillerie isolées, plus économiques : celles du Bambesch (ACa3) derrière l'ouvrage du même nom, du bois de Stocken (ACa2) derrière l'ouvrage de l'Einseling (A 36) et de Teting (ACa1) derrière l'ouvrage de Teting (A 38).

## Description
C'est une casemate d'artillerie type RFM, abréviation de la « région fortifiée de Metz », car c'est le génie de Metz qui en a fait les plans. Elle est une version améliorée de la casemate de Bourges modèle 1905 et de la casemate d'artillerie STG modèle 1936. La dalle de dessus en béton armé fait 2,25 mètres d'épaisseur (soit la protection 2). En-dessous sont aménagées deux chambres de tir et un observatoire, les trois disposés en échelon vers la droite. L'étage inférieur, en sous-sol, abrite un groupe électrogène, son aérorefroidisseur, le stock de munitions (1 200 obus), la chambrée (pour neuf hommes) et la chambre du commandant.
L'armement principal devait tirer en flanquement le long de la ligne, uniquement vers le sud-est. Elle est donc équipée avec deux créneaux de tir cuirassé sous béton, chacun pour un canon de 75 mm modèle 1897 sur affût de casemate (« RF »), un créneau observatoire et une porte d'entrée. La protection rapprochée était confiée à quatre créneaux pour fusil-mitrailleurs, avec en toiture une « cloche pour guetteur et fusil-mitrailleur » (cloches GFM modèle A).

## Histoire
La casemate est évacuée par ses artilleurs le 15 juin 1940. Les Allemands, se méfiant, ont tiré au canon dans la façade, perforant près de la porte.

## État actuel
À l'abandon.